# Tatjana Boenisch
Tatjana Boenisch (* 15. Dezember 1985 in Wien als Tatjana Batinic) ist ein österreichisches Model. Sie war 2006 Miss Austria.

## Leben
Boenisch wurde als Tochter kroatischer Einwanderer geboren. Ihre Eltern kamen in den 1970er Jahren nach Wien. 2005 legte sie ihre Matura am wirtschaftskundlichen Realgymnasium ab und nahm im Anschluss ein Studium an der Pädagogischen Akademie (heute: Pädagogische Hochschule) in Wien-Favoriten auf, um sich zur Volksschullehrerin ausbilden zu lassen.
Nach der Wahl zur Miss Elegance und zur Miss Vienna 2006 wurde sie am 1. April 2006 im Casino in Baden zur Miss Austria 2006 gekürt und folgte der Salzburgerin Isabella Stangl nach. Im September 2006 nahm sie in Warschau für Österreich an der Wahl zur Miss World teil. Seither arbeitet sie hauptsächlich als Model. Boenisch wurde 2007 von Christine Reiler abgelöst.
Seit 2009 ist sie in einer Liebesbeziehung mit dem deutsch-polnischen Fußballer und Nationalspieler Sebastian Boenisch und seit 2013 verheiratet, wobei sie auch seinen Nachnamen annahm.